# Joepie Top 50
De Joepie Top 50 was een Vlaamse hitlijst die gepubliceerd werd in het jongerenblad Joepie, dat net als zeezender Radio Mi Amigo, dat de lijst sinds 1 januari 1974 uitzond, in handen was van Sylvain Tack. Kanshebbers voor de lijst werden Lieveling genoemd.
De lijst was verre van betrouwbaar, maar gelegd naast de toenmalige andere Belgische hitlijst, de BRT Top 30, was er een groter aandeel Vlaamse artiesten in te ontdekken. Dat was niet toevallig, aangezien een plaats in de hitlijst gekocht kon worden.
De lijst liep vanaf begin 1975 vaak achter op de werkelijke verkoopcijfers, om het mogelijk te maken dat Mi Amigo, inmiddels gevestigd in het Spaans-Catalaanse Platja d'Aro, de platen ook echt kon laten horen in de uitzending op zaterdagmiddag. Vanaf de lente van 1976 werd dat door het bemoeilijkte tenderverkeer met het zendschip via Boulogne, problematisch. Regelmatig had de opnamestudio 20 van de 50 platen niet ter beschikking, waardoor diskjockey Peter van Dam soms zijn wanhopige meligheid niet langer meer kon onderdrukken.
De Mi Amigo Top 50 werd vanaf oktober 1978 vervangen door de Belgische Nationale Hitparade en keerde als hitlijst ook niet meer terug. Nadat de uitzendingen vanaf het gezamenlijke zendschip M.V. Mi Amigo met Radio Caroline op 20 oktober 1978 stopten, was er  een radiostilte van ruim acht maanden. Nadien had het Radio Mi Amigo van Sylvian Tack plaats gemaakt voor Radio Mi Amigo 272 vanaf een nieuw zendschip en met Adriaan van Landschoot (eerder van Radio Atlantis) als een van de sponsors. In die zomerperiode van 1979 was de Belgische Nationale Hitparade (Top 50) de enige hitparade die werd uitgezonden vanaf het zendschip M.S. Magdalena en werd in de meeste gevallen gepresenteerd door Ferry Eden.
Vanaf oktober 1978 bestaat de hitlijst dus niet meer.